# Barbara Fijewska

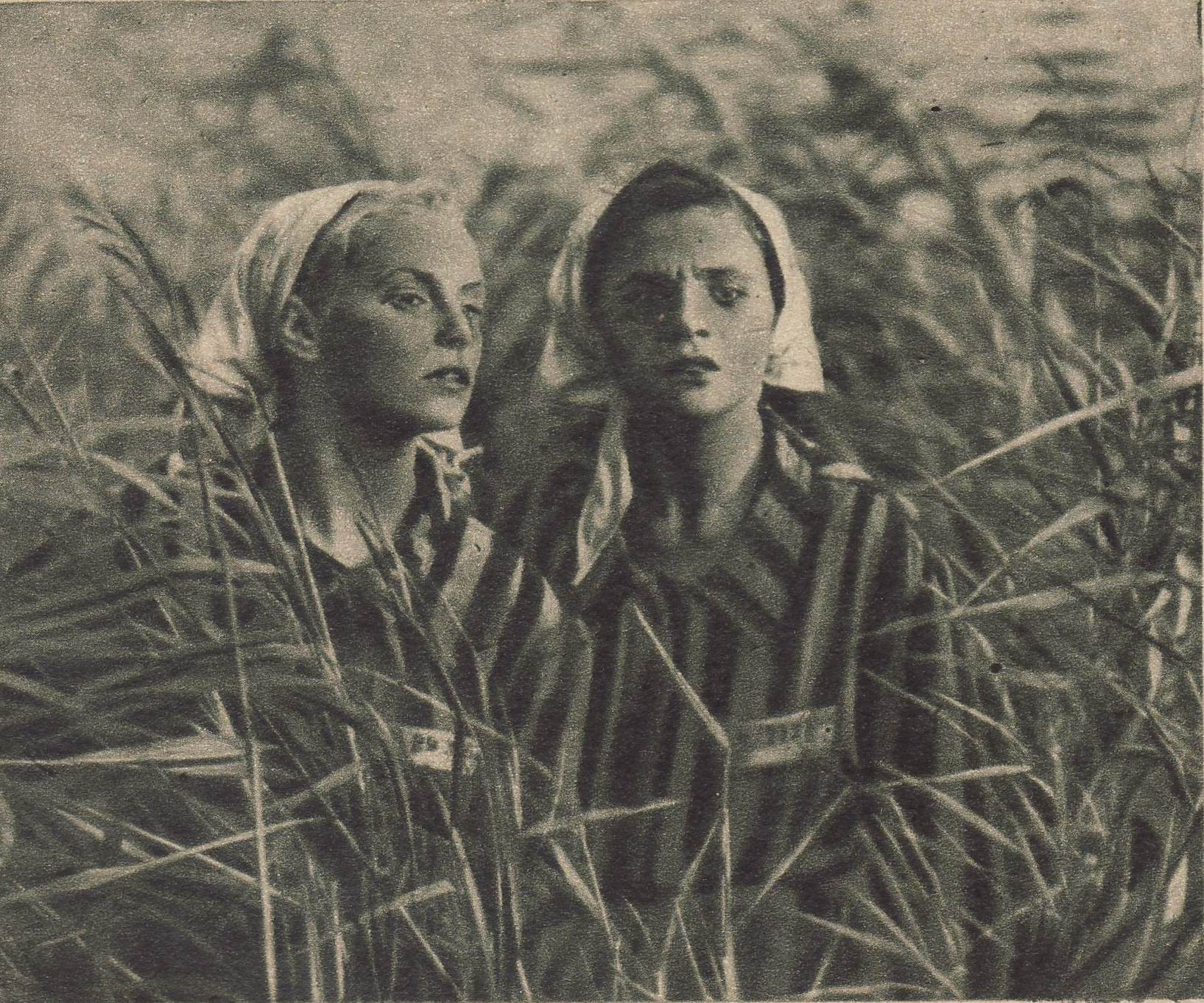
Barbara Fijewska (po lewej) i Maria Winogradowa w filmie Ostatni etap (1947)

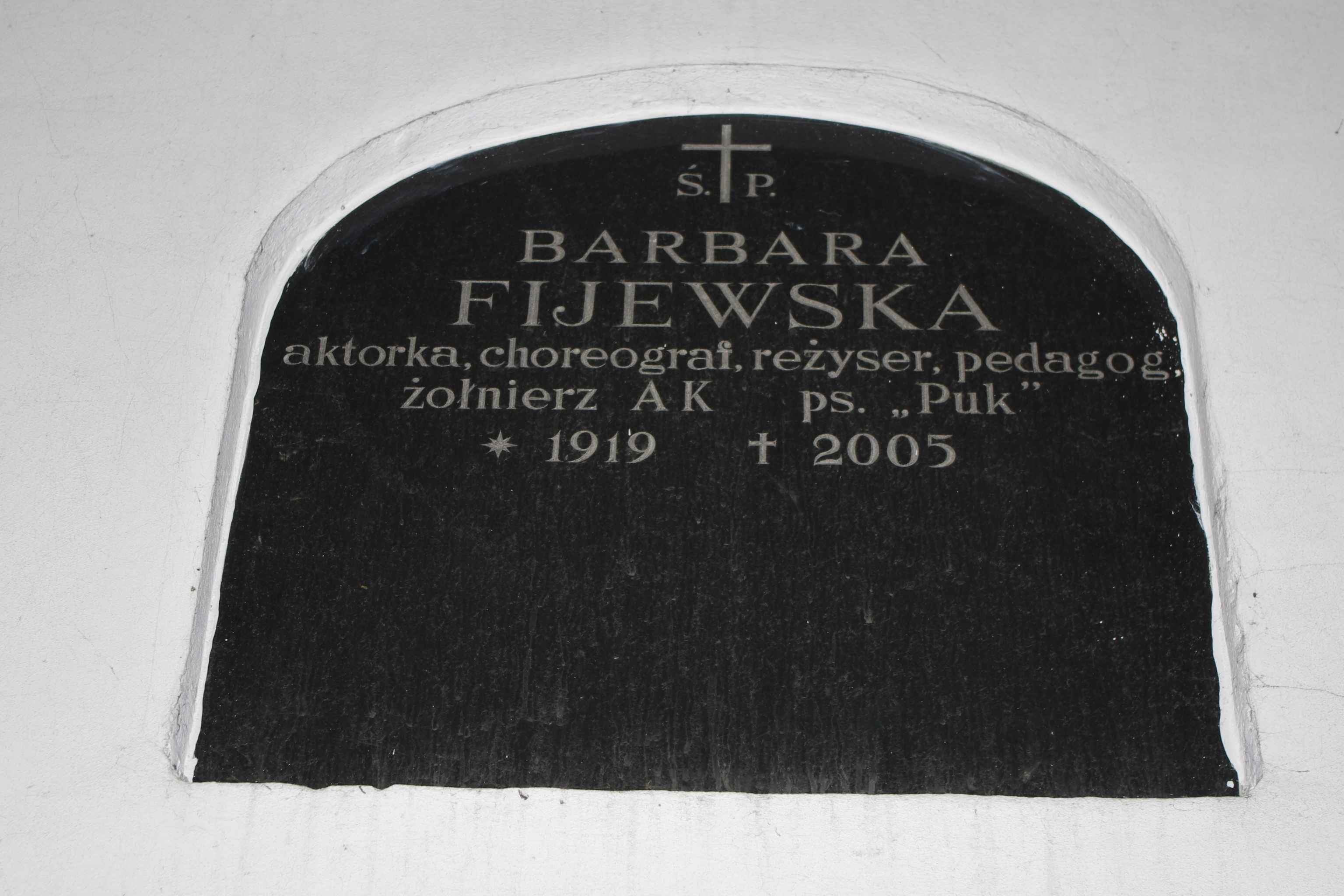
Grób Barbary Fijewskiej w katakumbach na cmentarzu Powązkowskim w Warszawie

Barbara Fijewska  (ur. 6 października 1919 w Warszawie, zm. 1 stycznia 2005 tamże) – polska choreograf teatralny i filmowy, reżyser teatralny, aktorka filmowa, tancerka, pedagożka (nauczycielka rytmiki i tańca w PWST w Łodzi). 

## Życiorys
Barbara Cecylia Fijewska urodziła się w rodzinie Wacława Fijewskiego (malarza pokojowego) i Marianny z Lubańskich. Miała dziewięcioro rodzeństwa, z których troje wybrało drogę artystyczną: Tadeusz (aktor), Włodzimierz (aktor i reżyser) oraz Maria (aktorka-lalkarka). Absolwentka Prywatnej Szkoły Tańca Scenicznego Tacjanny Wysockiej (dyplom ukończenia 1938). W latach 1932–1939 występowała jako tancerka estradowa. Szkołę powszechną ukończyła w 1934 r., gimnazjum Zofii Sierpińskiej ukończyła w 1939 r. Z zespołem Szkoły Tańca Tacjanny Wysockiej zdobyła III nagrodę na Międzynarodowym Konkursie Tańca w Paryżu (1932) i I nagrodę w Międzynarodowym Konkursie Tańca w Teatrze Wielkim w Warszawie (1935).
W czasie okupacji niemieckiej uczęszczała do tajnego Studia Iwo Galla, równocześnie pracowała jako robotnica w Fabryce Kabli w Ożarowie. Brała udział w powstaniu warszawskim w stopniu plutonowego (ps. „Puk”, „Basia”) w III Zgrupowaniu „Konrad” - 2. kompania - pluton 116. Po upadku powstania została wywieziona do Stalagu XI C Bergen-Belsen (nr jeniecki 140057).
Po zakończeniu wojny pracowała jako aktorka i choreograf w Teatrze Ludowym im. W. Bogusławskiego, który został założony przez Leona Schillera w Lingen. Do Polski powróciła w grudniu 1945 r. Przez pół roku występowała w Teatrze Wilama Horzycy w Toruniu, następnie Leon Schiller zaangażował ją do PWST, gdzie w latach 1946–1949 uczyła choreografii i ruchu scenicznego i pracowała (wraz z Schillerem i Ludwikiem René dla Teatru Wojska Polskiego w Łodzi realizując sztuki propagandowe (m.in. Młodą Gwardię Aleksandra Fadiejewa. W 1949 zamieszkała w Warszawie, gdzie pracowała dla Schillera (Teatr Polski w Warszawie) i Władysława Krasnowieckiego (w Teatrze Narodowym). Zagrała w propagandowym filmie Ostatni etap. Od 1947 r. współpracowała z wieloma teatrami jako autorka układów tanecznych i ruchu scenicznego. W 1949 r. zadebiutowała jako reżyserka teatralna.
Była czterokrotnie zamężna.
Zmarła w Warszawie, pochowana 10 stycznia 2005 r. na cmentarzu Powązkowskim (Katakumby-96-3).

## Reżyseria teatralna i rewiowa
- 02.06.1957 – Leon Schiller, Kram z piosenkami, Teatr Nowy w Łodzi
- 12.07.1964 – Agnieszka Osiecka, Piosenka prawdę ci powie, Teatr Powszechny w Łodzi (z Jerzym Wyszomirskim)
- 05.06.1975 – Jacques Offenbach, Słomkowy kapelusz, Teatr Muzyczny w Łodzi
- 19.03.1978 – Kasper Stefanowicz, Taka noc nie powtórzy się..., Teatr Bagatela w Krakowie
- 17.05.1981 – Ewa Szelburg-Zarembina, Za siedmioma górami, Teatr Nowy w Łodzi
- 20.03.1982 – Feridun Erol i Roman Gorzelski, Szeryf Brandy, Teatr Powszechny w Łodzi (reż. z autorami i choreografia)
- 18.06.1983 – Wojciech Bogusławski, Krakowiacy i górale, reż. J. Krasowski, Teatr Narodowy w Warszawie
- 03.12.1994 – Leon Schiller, Kram z piosenkami, Teatr im. Stefana Jaracza w Łodzi

### Choreografia (teatr, musical, operetka, wodewil)
- 11.11.1948 – Leon Schiller, Gody weselne, Teatr Wojska Polskiego, Łódź
- 13.05.1950 – Zdzisław Gozdawa, Wacław Stępień, Wodewil warszawski, Teatr Syrena, Warszawa
- 27.10.1955 – Zenon Laurentowski, Kot w butach, reż. B. Fijewska i Konrad Swinarski, Teatr ludowy, Warszawa
- 15.11.1956 – Zdzisław Gozdawa, Wacław Stępień, Sprawa Kowalskiego (wodewil), Teatr im. Adama Mickiewicza w Częstochowie
- 8.06.1958 – Julian Tuwim, Porwanie Sabinek, Teatr Komedia w Warszawie
- 25.07.1958 – John Osborne, Music-hall (musical The Entertainer), reż. Erwin Axer, Teatr Współczesny w Warszawie
- 23.10.1958 – Opera za trzy grosze, reż. Konrad Swinarski, Teatr Współczesny w Warszawie
- 8.11.1968 – Arka Nowego (rewia), reż. Adam Hanuszkiewicz, Teatr Ateneum w Warszawie
- 12.07.1964 – Agnieszka Osiecka, Piosenka prawdę ci powie (rewia), reż. B. Fijewska i Józef Wyszomirski, Teatr Powszechny w Łodzi
- 30.05.1965 – Agnieszka Osiecka, Niech no tylko zakwitną jabłonie (widowisko muzyczne), Teatr im. Wojciecha Bogusławskiego w Kaliszu
- 11.11.1967 – Julian Tuwim, Tirso de Molina, Zielony Gil, reż. Barbara Jaklicz, Teatr im. Stefana Jaracza w Łodzi
- 4.10.1969 – Jan Tomaszewski, Boso, ale w ostrogach, Teatr Powszechny w Łodzi
- 1.04.1970 – Żołnierz królowej Madagaskaru (wodewil), Teatr im. Stefana Jaracza w Łodzi
- 12.06.1971 – Ubu Król czyli Polacy, reż. Jerzy Wróblewski, Bałtycki Teatr Dramatyczny im. Juliusza Słowackiego w Koszalinie
- 18.07.1974 – Boso, ale w ostrogach (musical), Teatr Muzyczny w Lublinie
- 5.06.1975 – Jacques Offenbach, Słomkowy kapelusz, Teatr Muzyczny w Łodzi
- 28.06.1976 – Konstanty Krumłowski, Królowa przedmieścia (wodewil), Teatr Polski w Bydgoszczy
- 14.11.1981 – Lucjan Rydel, Betlejem polskie, Teatr Powszechny w Łodzi

## Choreografia filmowa
- 1958 – Żołnierz królowej Madagaskaru, reż. Jerzy Zarzycki, choreogr. z Jerzym Kaplińskim

## Role teatralne – taneczne, aktorskie
- Sezon 1946/1947 – 1948/1949 – Teatr Wojska Polskiego w Łodzi:
  - 08.11.1946 – Józef Franciszek Bliziński, Pan Damazy, reż. Aleksander Zelwerowicz, Teatr Powszechny w Łodzi – Helena (gościnnie)
  - 30.11.1946 – Wojciech Bogusławski, Krakowiacy i Górale, reż. Leon Schiller – Teatr Narodowy w Warszawie – Krakowianka
  - 20.07.1948 – Aleksander Fredro, Śluby panieńskie, reż. Stanisław Daczyński – Klara
- Sezon 1949/1950 – 1951/1952 – Teatr Polski w Warszawie:
  - 25.10.1949 – Aleksander Fredro, Mąż i żona, reż. Bohdan Korzeniewski – Justysia
  - 31.10.1950 – Carlo Goldoni, Sprytna wdówka, reż. Jerzy Wyszomirski – Marionette
- Sezon 1952/1953 – 1974/1975 – Teatr Narodowy w Warszawie:
  - 05.07.1953 – Nikołaj Gogol, Rewizor, reż. Bohdan Korzeniewski, Teatr Narodowy w Warszawie – Maria
  - 28.05.1953 – Jan August Kisielewski, Karykatury, reż. Jerzy Rakowiecki – Joasia
  - 22.12.1953 – Jerzy Lutowski, Kret, reż. J. Wyszomirski – Teresa
  - 05.06.1954 – Bolesław Prus, Pensja pani Latter, reż. Erwin Axer, Teatr Współczesny w Warszawie – Zofia Wencel (gościnnie)
  - 07.04.1962 – Historyja o chwalebnym Zmartwychwstaniu Pańskim (misterium Dejmka) – reż. Kazimierz Dejmek, Teatr Narodowy w Warszawie

## Filmografia
- 1947 – Ostatni etap, reż. Wanda Jakubowska – Anielka
- 1956 – Tajemnica dzikiego szybu, reż. Wadim Berestowski – Miksina
- 1957 – Dwie godziny, reż. Stanisław Wohl, Jerzy Wyszomirski
- 1971 – 150 na godzinę, reż. Wanda Jakubowska – żona Wróbla

## Ordery i odznaczenia
- Krzyż Oficerski Orderu Odrodzenia Polski (17 sierpnia 1988)[1]
- Krzyż Kawalerski Orderu Odrodzenia Polski (28 marca 1978)[1]
- Warszawski Krzyż Powstańczy (26 maja 1982)[1]
- Srebrny Krzyż Zasługi (22 lipca 1955)[1]
- Medal 10-lecia Polski Ludowej (19 stycznia 1955)[7]
- Odznaka Weterana Walk „O Niepodległość” (1 września 1995)[1]
- Złota Odznaka honorowa „Za Zasługi dla Warszawy” (7 kwietnia 1977)[1]
- Odznaka 36 Pułku Piechoty Legii Akademickiej (11 listopada 1992)[1]
- Medal 200-lecia Teatru Narodowego[3]